# Batalha de São Gotardo
A Batalha de São Gotardo (em húngaro: Szentgotthárdi csata) aconteceu em 1 de agosto de 1664 entre um exército Habsburgo comandado por Raimondo Montecuccoli e um exército otomano sob o comando de Köprülü Fazıl Ahmed. A batalha ocorreu perto de Szentgotthárd e Mogersdorf na Hungria Ocidental, próximo da atual fronteira austro-húngara e é conhecida na Áustria como a Batalha de Mogersdorf. Os turcos foram militarmente derrotados, mas foram hábeis na negociação da Paz de Vasvár, que foi lhes foi altamente favorável.

## Preparativos
A dominação otomana na Hungria iniciou-se com a Batalha de Mohács em 1526, que resultou na conquista de grande parte do território húngaro por Solimão, o Magnífico. A parte da Hungria que permaneceu sob o controle austríaco ficou conhecida por Hungria Real. Embora os otomanos tivessem entrado em relativo declínio desde a morte de Solimão (1566), o poder otomano teve um ressurgimento sob a extremamente capaz família Köprülü, que procurou destruir os austríacos Habsburgos, de uma vez por todas. Eles encontraram o seu casus belli quando os Habsburgos apoiaram uma rebelião na Transilvânia contra o Estado otomano.
A Transilvânia tinha escapado da conquista otomana durante a invasão da Hungria e manteve a sua independência opondo-se a seus poderosos vizinhos: Polônia, Áustria e Império Otomano. Eles reconheciam a suserania otomana e pagavam um tributo à Sublime Porta, em troca foi-lhes dado autonomia política e religiosa.
Em 1658, buscando novas terras para o seu principado, o príncipe Jorge II Rákóczi invadiu a Polônia com os seus aliados suecos na Segunda Guerra do Norte. Após o sucesso inicial, ele foi derrotado pelos poloneses e fugiu para a Transilvânia. Ao saberem da guerra não autorizada de Rákóczi, os otomanos declararam guerra ao seu vassalo. Não demorou muito para o grão-vizir Mehmed Köprülü (vizir 1656–1661) derrotar Rákóczi e conquistar a Transilvânia. O novo príncipe da Transilvânia, János Kemény, fugiu para Viena, buscando apoio dos austríacos.
O imperador Leopoldo I, não desejava ver a Transilvânia cair sob o controle direto otomano, enviou Raimondo Montecuccoli para a Hungria com o seu pequeno exército. Montecuccoli não deu apoio direto uma vez que seus homens eram numericamente inferiores aos otomanos. Os otomanos, entretanto, concluíram a conquista da Transilvânia e concentraram suas forças na Hungria otomana. Leopoldo I não desejando enfrentar sozinho os turcos convocou a Dieta Imperial, em janeiro de 1663.

## Esforços diplomáticos

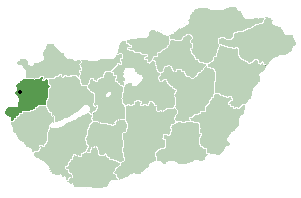
Condado de Vas, Hungria.

Mais do que o poder militar, a vitória austríaca foi alcançada devido aos esforços diplomáticos. Embora Leopoldo pessoalmente se opusesse ao protestantismo, ele teve que contar com a ajuda militar de seus príncipes protestantes alemães. Pior ainda foi a ajuda militar da França, que era (e continuou a ser até que a Revolução Diplomática de 1756) um arquiinimigo da Áustria.
Apesar das inúmeras acusações de alguns príncipes protestantes, a ajuda não demorou a chegar. A Liga do Reno - um grupo de príncipes alemães liderados pelos franceses - concordou em enviar um exército de 6 000 homens com o comandado independente do conde Jean de Coligny-Saligny da França e do príncipe Johann Philipp von Schönborn. Até setembro de 1663, Brandemburgo e Saxônia tinha também concordado em enviar contingentes próprios. Em janeiro de 1664, a Dieta Imperial concordou em aumentar para 21 000 o número de seus homens, embora esse exército ainda só existisse no papel. Nesse período, os turcos declararam guerra em abril de 1663, apesar da execução de seus planos de invasão ser muito lenta.

## Batalha

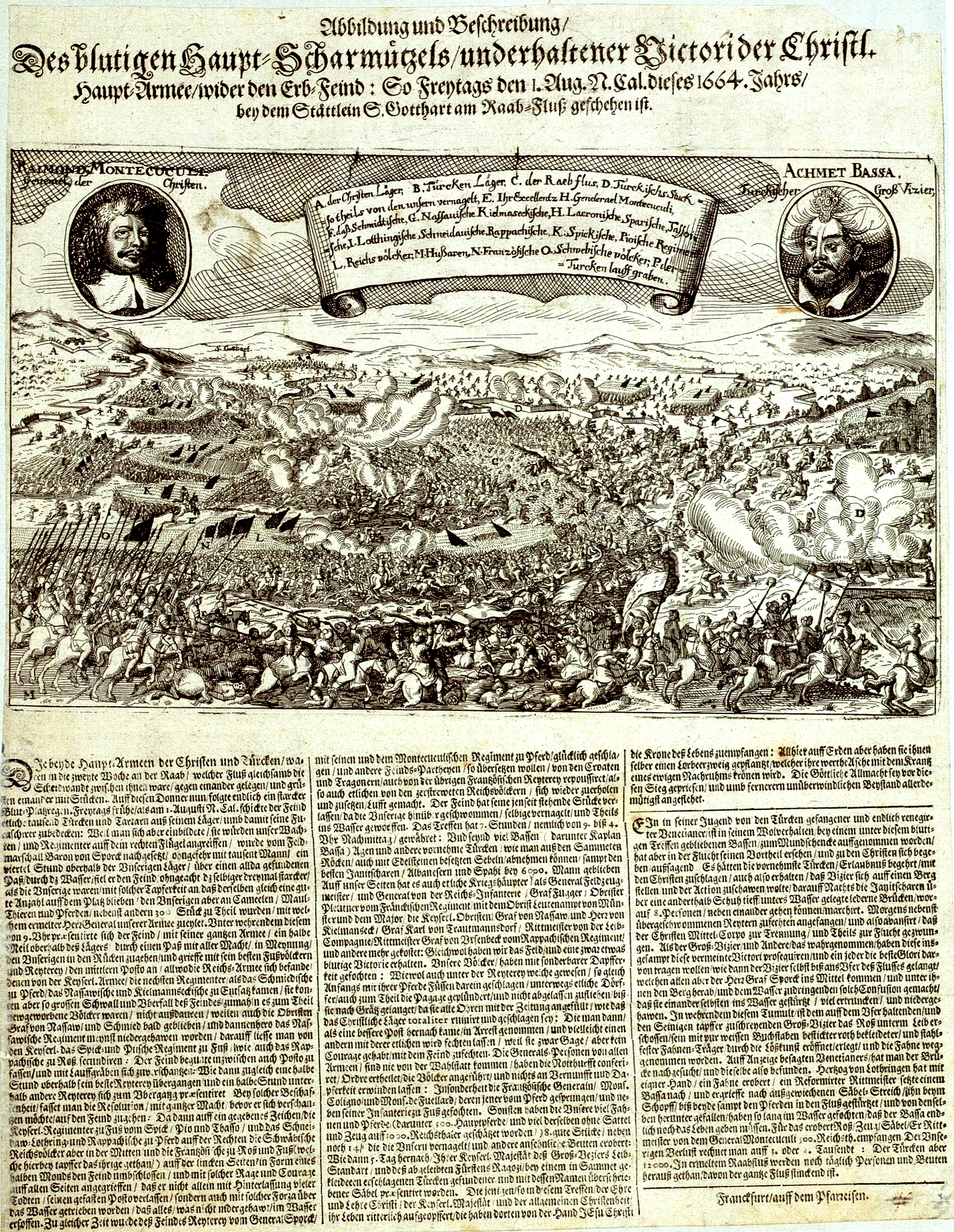
Batalha de Mogersdorf/São Gotardo (Szentgotthárd) 1664

O exército de Köprülü contava com cerca de 120-150 000 homens, provavelmente incluídos 60 000 janízaros e sipahis, 60-90 000 tártaros e vassalos.
O exército de Montecuccoli consistia de austríacos e forças alemãs, infantaria tcheca, brigadas francesas, aproximadamente 2 000 croatas, um regimento piemontês e algumas centenas de húngaros.
A invasão turca começou na primavera de 1664, um ano após a sua declaração de guerra. Essa demora foi fundamental para a preparação da defesa da Áustria, uma vez que Montecuccoli aguardava a chegada dos reforços. Finalmente, em julho de 1664, as forças imperiais foram reunidas e se posicionaram às margens do rio Rába, que separava as forças turcas do combinado austríaco. Se os turcos cruzassem o rio, poderiam ameaçar tanto Viena quanto Graz. Montecuccoli interceptou os turcos antes que eles atravessassem o rio, mas a divisão feita de comando tornou a distribuição das tropas para o ataque impossível. Em 1 de agosto de 1664, as forças turcas atravessaram o rio perto do mosteiro de São Gotardo e atacaram os austríacos pela retaguarda. Embora inicialmente atormentado pela desunião, Montecuccoli pôde finalmente convencer Jean de Coligny-Saligny e Leopold Wilhelm von Baden-Baden (comandantes da Liga do Reno) a juntar suas forças e atacar as tropas turcas, que se reorganizavam em uma floresta próxima. O ataque confundiu os turcos, que fugiram atordoados de volta ao rio, com um grande número deles se afogando. Devido à confusão das tropas em pânico, Ahmed Köprülü (vizir 1661-1676) não foi capaz de enviar o restante de seu exército para cruzar o rio e se retirou do campo de batalha.
As baixas foram pesadas do lado otomano e principalmente, a maioria das mortes foi de oficiais da elite do exército. Köprülü ficou com um exército de soldados não tão bem preparados, enquanto que os de Montecuccoli sofreram apenas ferimentos leves, sendo a maioria no contingente imperial. Apesar da vitória, os austríacos eram ainda numericamente inferiores na proporção de quase três para um.

## Consequências
Apesar de muitos na Europa, em especial as nobrezas croata e húngara, esperassem que os austríacos finalmente libertassem a Hungria, de uma vez por todas do controle otomano, Leopoldo I abandonou a campanha. Muitos criticaram-lhe por esta decisão (tanto no passado quanto no presente). Embora o exército de Raimondo Montecuccoli ficasse praticamente intacto, não houve interesse entre os aliados de libertarem a Hungria. Qualquer invasão da Hungria teria certamente de ser feito sem a ajuda das tropas francesas e alemãs. Leopoldo percebeu que os oficiais franceses tinham começado a fazer amizades com os nobres húngaros e os incentivavam a desobedecer ao governo austríaco.
Além disso, Leopoldo tinha sido sempre um membro da "facção espanhola", em Viena. Com o último Habsburgo espanhol, Carlos II, prestes a morrer a qualquer momento, Leopoldo quis garantir que suas mãos estivessem livres para a luta inevitável contra Luís XIV de França. Embora a libertação da Hungria fosse um interesse estratégico dos Habsburgos, ela teria de esperar ainda mais um pouco. Ao longo de seu reinado, Leopoldo esteve sempre mais interessado na luta contra a França, em vez dos otomanos. Portanto, ele assinou a humilhante Paz de Vasvár, que não levou em consideração a Batalha de São Gotardo.
Entretanto, a Batalha de São Gotardo ainda foi importante por ter impedido a invasão turca da Áustria, o que certamente teria prolongado a guerra e conduzido a um acordo ainda mais desastroso. Os austríacos também aproveitaram os vinte anos de trégua, que durou o tratado, para reorganizar as suas forças e iniciar a libertação da Hungria em 1683.

## Na literatura
A batalha de Mogersdorf/Szentgotthárd serviu de inspiração para o conto poético de Rainer Maria Rilke, Die Weise von Liebe und Tod des Cornets Christoph Rilke (A Canção de Amor e de Morte do Alferes Christopher Rilke), que foi muito popular entre os soldados alemães e austríacos durante a primeira metade do século XX.